# Methia bicolorata
Methia bicolorata là một loài bọ cánh cứng trong họ Cerambycidae.